# Myanmarische Fußballnationalmannschaft der Frauen
Die myanmarische Fußballnationalmannschaft der Frauen repräsentiert Myanmar im internationalen Frauenfußball. Die Nationalmannschaft ist dem myanmarischen Fußballverband unterstellt. Die Mannschaft wird von Kyaing Ohn trainiert. Bislang nahm Myanmar dreimal an der Asienmeisterschaft teil, schied aber jeweils in der Vorrunde aus.

## Turniere

### Olympische Spiele
- 1996: Nicht teilgenommen
- 2000: Nicht teilgenommen
- 2004: Nicht qualifiziert
- 2008: Nicht qualifiziert
- 2012: Nicht qualifiziert
- 2016: Nicht qualifiziert
- 2020: Nicht qualifiziert
- 2024: Nicht qualifiziert
- 2028: Nicht qualifiziert

### Weltmeisterschaft
- 1991 bis 1999: Nicht teilgenommen
- 2003: Nicht qualifiziert
- 2007: Nicht qualifiziert
- 2011: Nicht qualifiziert
- 2015: Nicht qualifiziert
- 2019: Nicht qualifiziert
- 2023: Nicht qualifiziert
- 2027: Nicht qualifiziert

### Asienmeisterschaften
- 1975 bis 2001: Nicht teilgenommen
- 2003: Gruppenphase
- 2006: Gruppenphase
- 2008: Nicht qualifiziert
- 2010: Gruppenphase
- 2014: Gruppenphase
- 2018: Nicht qualifiziert
- 2022: Gruppenphase
- 2026: Nicht qualifiziert

### Asienspiele
- 1990 bis 2018: Nicht teilgenommen
- 2023: Gruppenphase

### Südostasienmeisterschaft
- 2004: Sieger
- 2006: Vierter Platz
- 2007: Sieger
- 2008: Vierter Platz
- 2011: Zweiter Platz
- 2012: Zweiter Platz
- 2013: Vierter Platz
- 2015: Zweiter Platz
- 2016: Dritter Platz
- 2018: Vierter Platz
- 2019: Dritter Platz
- 2022: Dritter Platz
- 2025: Qualifiziert